# Сидоры (Кировская область)
Сидоры — опустевшая деревня в Слободском районе Кировской области в составе Шестаковского сельского поселения.

## География
Находится в северной части района на расстоянии примерно 11 км по прямой на запад-северо-запад от села Шестаково.

## История
Известна была с 1891 года как Прудовский или Сидор. В 1905 году в деревне Прудовицкая или Сидора было учтено дворов 5 и жителей 31, в 1926 10 и 53, в 1950 7 и 23. В 1989 году уже не было учтено постоянных жителей Нынешнее название окончательно закрепилось с 1939 года.

## Население
Постоянное население не было учтено как в 2002 году, так и в 2010.